# Södra Vallsjön, Småland
Södra Vallsjön är en sjö i Gislaveds kommun och Gnosjö kommun i Småland och ingår i Nissans huvudavrinningsområde. Sjön har en area på 0,777 kvadratkilometer och ligger 201,2 meter över havet. Sjön avvattnas av vattendraget Valån. Vid provfiske har bland annat abborre, braxen, gädda och löja fångats i sjön.

## Delavrinningsområde
Södra Vallsjön ingår i det delavrinningsområde (637259-137430) som SMHI kallar för Utloppet av Södra Vallsjön. Medelhöjden är 221 meter över havet och ytan är 5,26 kvadratkilometer. Räknas de 3 delavrinningsområdena uppströms in blir den ackumulerade arean 44,36 kvadratkilometer. Valån som avvattnar avrinningsområdet har biflödesordning 2, vilket innebär att vattnet flödar genom totalt 2 vattendrag innan det når havet efter 147 kilometer. Delavrinningsområdet består mestadels av skog (83 %). Avrinningsområdet har 0,78 kvadratkilometer vattenytor vilket ger det en sjöprocent på 14,8 %.

## Fisk
Vid provfiske har följande fisk fångats i sjön:
- Abborre
- Braxen
- Gädda
- Löja
- Mört
- Sik
- Siklöja